# Villegats, Eure

Villegats este o comună în departamentul Eure, Franța. În 1 ianuarie 2022 avea o populație de 353 de locuitori.